# Szalay József (honvédfőhadnagy)
Zalaszentgyörgyvölgyi Szalay József (Tiszavárkony, 1830. szeptember 15. – Nagykőrös, 1908. június 29.) honvédfőhadnagy, az 1848–49-es szabadságharc neves hőse, mártírja.

## Élete
Ősi család sarja, Szalay György és Böszörményi Rozália fia. Tanult Nagykőrösön, Kecskeméten és Pozsonyban, ahol filozófiát hallgatott és megtanult németül. 1848-ban a honvéd vadász-zászlóaljba lépett, 1849 januárban hadnaggyá, s júniusban főhadnaggyá nevezték ki. Midőn 1849. június 19-én Lázár Vilmos őt egy szakasz vadásszal a Bártfa felé vezető országúton a honvédhuszár előőrsök támogatására küldte, a kozákok a zabovai kocsma előtt összevagdalták. Eperjesen nyolc hónapig ápolták; azután felgyógyult és 1850 márciusban Várkonyra, majd Nagykörősre vitték haza; azonban csonka-béna karjaival munkaképtelen maradt és a honvédsegélyező-bizottság által részére megállapított csekély nyugdíjból tengette a »csonka hős« napjait Nagykőrösön, ahol a társadalom tisztelt alakja volt. Elhunyt 1908. június 29-én reggel 6 órakor, életének 78, házasságának 44. évében. Örök nyugalomra helyezték 1908. július 1-jén délelőtt a nagykőrösi református temetőben.

## Munkája
- Egy honvéd élményei. (Visszaemlékezések). Bpest, 1888. (Hazánk IX., X. kötetben. hat közlés).